# Mu Telescopii
Mu Telescopii (61 Telescopii) é uma estrela na direção da constelação de Telescopium. Possui uma ascensão reta de 19h 30m 34.57s e uma declinação de −55° 06′ 36.1″. Sua magnitude aparente é igual a 6.29. Considerando sua distância de 120 anos-luz em relação à Terra, sua magnitude absoluta é igual a 3.47. Pertence à classe espectral F5V.